# Kansliexamen
Kansliexamen var i 1904 års examensstadga för de juridiska fakulteterna den lägsta examen vid universiteten och Stockholms högskola. Kansliexamen, som krävde en normalstudietid av två år, omfattade utöver den propedeutiska kursen i juridik även huvudgrunderna för civil-, straff- och processrätten liksom ämnena juridisk encyklopedi, nationalekonomi, statsrätt, finansrätt och förvaltningsrätt.
Denna kansliexamen ersatte den äldre examen till Kungl. Maj:ts kansli, vilken införts 1863 i samband med att kameralexamen avskaffades. Examen till Kungl. Maj:ts kansli omfattade samma ämnen som den senare kansliexamen utom straffrätt, men i stället med tillägg av folkrätt. För den äldre examen fanns även särskilda föreskrifter angående vilka tjänster den gav behörighet, något som saknades för den senare.
I motsats till denna äldre kansliexamen, vilken i likhet med andra äldre ämbetsexamina förrättades av en särskild examenskommission, bestående av vederbörande lärare i de ämnen examen omfattade, var den senare kansliexamen en juridisk fakultetsexamen, men som sådan lägre än juris kandidatexamen och utan dennas mera vetenskapliga läggning.
Kansliexamen avskaffades 1935 genom införandet av juridisk-statsvetenskaplig och filosofisk-statsvetenskaplig examen (se politices magister), men kunde avläggas fram till 1937.